# ブラディミール・ベロソフ
ヴラディーミル・ベロウソフ（露: Владимир Павлович Белоусов、英: Vladimir Pavlovich Belousov、1946年7月14日 - )は、ソビエト連邦レニングラード州フセヴォロシスク (Все́воложск)  出身の元スキージャンプ選手。

## プロフィール
陸軍のスポーツチームに所属し、1960年代後半から1970年代前半にかけて活躍した。
1968年のグルノーブルオリンピック90m級でソ連に初めての金メダルをもたらした。70m級では8位となっている。
ホルメンコーレンスキー大会では1968年と1970年の2度優勝、オリンピックの金メダルとホルメンコーレンでの優勝をともに経験している唯一のロシア人選手である。
また1968年のソ連スポーツマンオブザイヤーに選ばれ、1969年のソ連選手権では優勝している。
1978年に軍大学の体育学科を卒業し、コーチとなった。